# Chrysopa sumatrensis
Chrysopa sumatrensis is een insect uit de familie van de gaasvliegen (Chrysopidae), die tot de orde netvleugeligen (Neuroptera) behoort. 
Chrysopa sumatrensis is voor het eerst wetenschappelijk beschreven door Navás in 1929.